# Xã Rawlins, Quận Jo Daviess, Illinois
Xã Rawlins (tiếng Anh: Rawlins Township) là một xã thuộc quận Jo Daviess, tiểu bang Illinois, Hoa Kỳ. Năm 2010, dân số của xã này là 455 người.